# 울라우스 페트리
울라우스 페트리(Olaus Petri, 1493년 ~ 1552년)는 스웨덴의 종교개혁가이며 루터교 신학자, 목사이다. 비텐베르크 대학교에서 마르틴 루터의 수하에서 신학을 공부했다. 귀국한 후 스웨덴의 종교개혁을 주도했으며 루터교 성경을 스웨덴어로 번역했다.